# Apolló (keresztnév)
Az Apolló a görög Apollón név latin Apollo alakjából származik. Apollón a fény és a költészet görög istene volt. női párja: Apollónia.

## Rokon nevek
- Apollinár

## Gyakorisága
Az 1990-es években szórványosan fordult elő, a 2000-es években nem szerepel a 100 leggyakoribb férfinév között.

## Névnapok
- március 8.[2]
- április 18.[2]